# ادوارد دنیسون راس

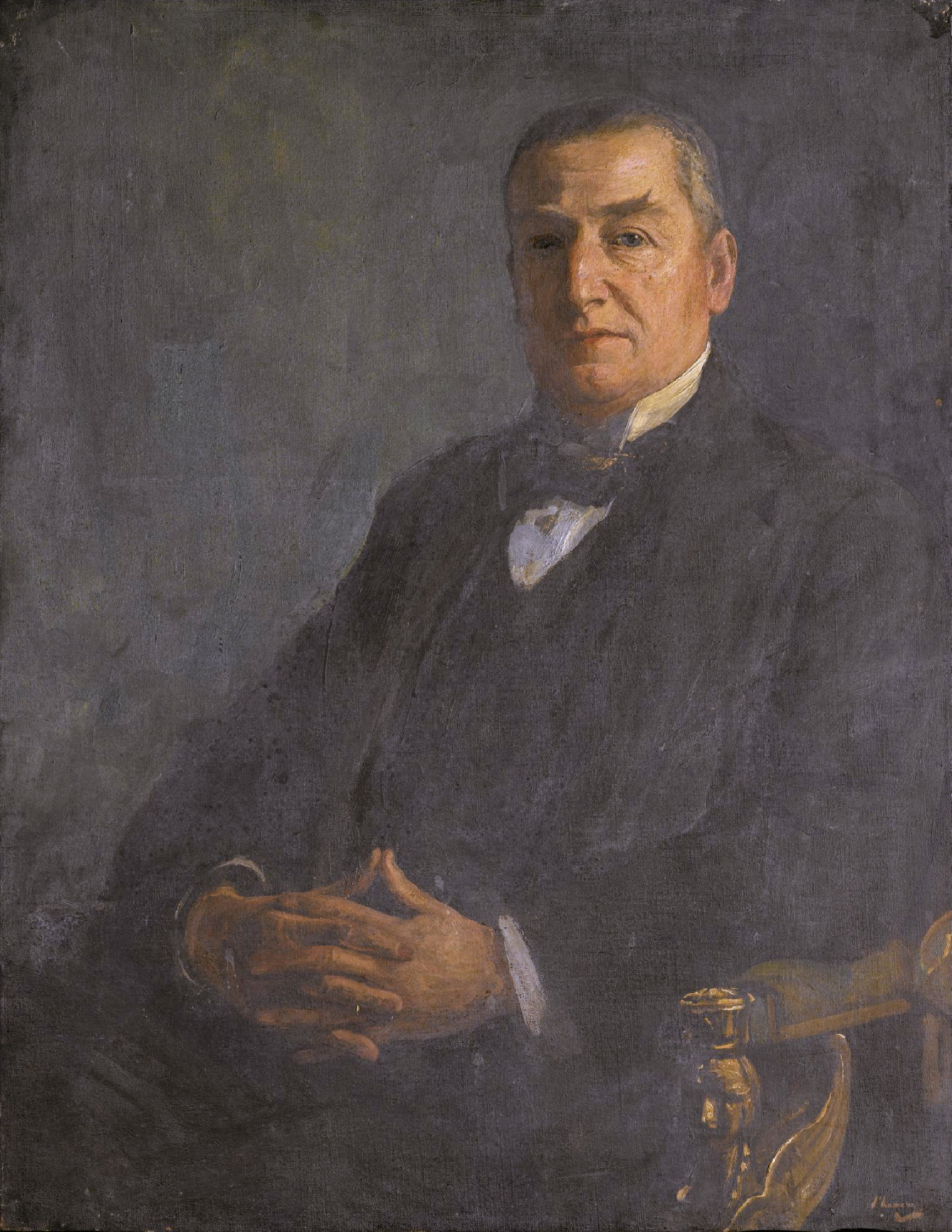
ادوارد دنیسون راس (۱۹۲۲)

سر ادوارد دنیسن راس (به انگلیسی: Edward Denison Ross) (ژوئن ۱۸۷۱ - سپتامبر ۱۹۴۰) خاورشناس انگلیسی و متخصص زبان‌های شرقی.
ادوارد دنیسن راس در ۶ ژوئن ۱۸۷۱ در لندن متولد شد. دوران تحصیل خود را مارلبورو و دانشگاه لندن گذراند. سپس به تحصیل زبان‌های شرقی، بخصوص عربی و فارسی، در پاریس و استراسبورگ ادامه داد. از ۱۸۹۶ تا ۱۹۰۱ کرسی استادی زبان فارسی را در کالج دانشگاهی لندن داشت. می‌توانست ۴۰ زبان را بخواند و به ۳۰ زبان سخن گوید. با همکاری ایلین پاور ۲۶ جلد کتاب درباره هند نوشت یا ویراست. ادوارد دنیسن راس اولین رئیس مدرسه مطالعات شرقی در دانشگاه لندن بود.
او یکی از متولیان اصلی موقوفه گیب بود. و  در سال 1934  در جشن هزاره فردوسی در تهران شرکت کرد.
در ژانویه 1940، اندکی پس از شروع جنگ جهانی دوم، راس با درجه مشاور به عنوان رئیس اداره اطلاعات بریتانیا در استانبول منصوب شد. راس به عنوان آشنای مصطفی کمال آتاتورک، مشتاق خدمت به کشورش از ترکیه بود. با این حال، از دست دادن همسرش دورا در آوریل 1940 بیش از آن بود که او بتواند تحمل کند، و در سن 69 سالگی در سپتامبر 1940 در استانبول درگذشت. او در گورستان انگلیسی حیدرپاشا در اوسکودار به خاک سپرده شده است.

## آثار
در 1877، راس مقدمه‌ای نوشت که ترجمه‌ی جرج سیل از قرآن را تجدید چاپ کرد..  همراه با آیلین پاور، یک مجموعه 26 جلدی منتشر کرد و ویرایش کرد شامل دفتر خاطرات کشیش نیروی دریایی قرن هفدهم هنری تئونگ.